# Каталог на Рьом
Каталогът на Рьом (на немски: Ryom-Verzeichnis, съкратено RV) е често използван каталог на музиката на Антонио Вивалди, създаден от датския музиколог Петер Рьом и издаден през 1974 г. Обозначава творбите на Вивалди с номер.
Номерът на дадена композиция в каталога на Рьом винаги е предхождано от съкращението RV. Например цикълът „Годишните времена“, съставен от 4 концерта за цигулка, както и известният концерт за лютня или китара, се номерират и назовават, както следва:
- Концерт No. 1 в ми мажор, опус 8, RV 269, Пролет („La primavera“)
- Концерт No. 2 в сол минор, опус 8, RV 315, Лято („L'estate“)
- Концерт No. 3 във фа мажор, опус 8, RV 293, Есен („L'autunno“)
- Концерт No. 4 във фа минор, опус 8, RV 297, Зима („L'inverno“)
- Концерт в ре мажор, RV 93

Съществуват и по-ранни каталози на творбите на Вивалди, като каталозите на Риналди (публикуван в Рим, 1944) и на Пиншерл (Париж, 1948). Когато Антонио Фанна завършва каталога си (Милано, 1968), Рьом вече е работил върху свой каталог и открил неизвестни дотогава творби, които впоследствие са добавени в притурка към каталога на Фанна.
С цел съгласуваност между различните каталози каталогът на Рьом включва препратки към съответстващите номерации на Фанна (F), Пиншерл (P), Рикорди (RC) и Риналди (RN).